# Maceira (Leiria)
Maceira é uma vila portuguesa sede da Freguesia de Maceira do Município de Leiria, freguesia com 47,03 km² de área e 9141 habitantes (censo de 2021), tendo, assim, uma densidade populacional de 194,4 hab./km².
A povoação de Maceira foi elevada à categoria de vila em 1991.
Constitui um núcleo industrial, que teve origem na fundação de uma grande fábrica de cimento inaugurada em 1923.

## Demografia
A população registada nos censos foi:
| Distribuição da População por Grupos Etários | Distribuição da População por Grupos Etários | Distribuição da População por Grupos Etários | Distribuição da População por Grupos Etários | Distribuição da População por Grupos Etários |
| -------------------------------------------- | -------------------------------------------- | -------------------------------------------- | -------------------------------------------- | -------------------------------------------- |
| Ano                                          | 0-14 Anos                                    | 15-24 Anos                                   | 25-64 Anos                                   | > 65 Anos                                    |
| 2001                                         | 1548                                         | 1414                                         | 5513                                         | 1506                                         |
| 2011                                         | 1339                                         | 1056                                         | 5482                                         | 2037                                         |
| 2021                                         | 1041                                         | 910                                          | 4752                                         | 2438                                         |

## Património
- Igreja Paroquial de Maceira[8]
- Capela da Senhora da Barroquinha
- Santuário de Santo Amaro

A Freguesia da Maceira é rica em tradições culturais e manifestações de Fé.
Conta com 11 centros de culto, quase todos com as suas festas.
De entre todas, as mais importantes e com maior destaque são a Festa de Santo Amaro, no fim de semana próximo ao dia 15 de Janeiro, com a tradicional "Meda" no sábado à noite e a venda de frutos secos regionais, de onde se destacam as "enfiadas" de pinhões durante o domingo.
A Solenidade do Senhor dos Passos é também uma importante manifestação. Realizada sempre no quarto domingo da quaresma, esta solenidade representa a Paixão e a Morte de Cristo, nos seus "passos" mais importantes. Nela destacamos as ruas ornamentadas de velas, nas suas duas procissões nocturnas.
Por fim, no fim-de-semana perto do dia 8 de Setembro, é realizada a Festa do Sagrado Coração de Jesus e de Nossa Senhora da Luz, padroeiros da Paróquia, ou a "Festa Grande". Nesta festa o que se destaca são os tradicionais e ornamentados andores de bolos! É a maior festa da paróquia e marca o fim das manifestações festivas religiosas do ano.

## Instituições existentes
- Bombeiros Voluntários de Maceira
- Academia Social e Cultural de Maceira
- Sociedade Filarmónica Maceirense
- Escola EB 2,3 de Maceira
- Agr. 762 do CNE

Existem também 13 salas de nível pré-escolar e 29 escolas de ensino básico.

## Presidente
Vitor Manuel da Silva Santos

## Animação Cultural e Desportiva
Existem na freguesia 22 associações com actividades que vão desde pintura, teatro, música entre outras.
No âmbito cultural, Maceira conta com 4 grupos folclóricos, sendo eles o Rancho Folclórico de Maceira, o Rancho Folclórico da Costa, o Rancho Folclórico 'Roda Viva' e o Rancho Folclórico 'As Pinhoeiras'.
Conta também com a sua Sociedade Filarmónica Maceirense, que é a instituição mais antiga da Freguesia e única com o título de 'Instituição de Utilidade Publica'. A filarmónica conta com uma escola de música que abraça um vastíssimo leque de idades e formação em vários instrumentos.
Existe também o Grupo Coral "Anima Choralis".
No âmbito desportivo, a freguesia conta com 10 campos para a prática de futebol, 2 pavilhões Gimnodesportivos, uma piscina coberta e uma piscina descoberta.

## Lugares da Freguesia
- A-do-Barbas
- A-dos-Pretos
- Alcogulhe de cima
- Arnal
- Arneiro
- Bairro da Pocariça
- Bairro do Ilídio Carreira
- Bairro Moinho de Vento
- Costa de Baixo
- Costa de Cima
- Campos
- Cavalinhos
- Cascaria
- Cerca
- Charneca do Arnal
- Fonte do Rei
- Gandara
- Maceira
- Maceirinha
- Mangas
- Pocariça
- Porto do Carro
- Ribeira
- Telheiro
- Vale da Gunha
- Vale Salgueiro
- Valverde
- Venda